# Trachymene commutata
Trachymene commutata är en flockblommig växtart som först beskrevs av George Bentham, och fick sitt nu gällande namn av Minosuke Hiroe. Trachymene commutata ingår i släktet Trachymene och familjen flockblommiga växter. Inga underarter finns listade i Catalogue of Life.